# Malín
Vesnice Malín (německy Malin) se nachází 3 km severovýchodně od Kutné Hory a od roku 1961 je její součástí. Na katastrální území Malín zasahuje i další místní část Kutné Hory, Sedlec. Malín se proslavil hlavně slavným malínským křenem.

## Etymologie
Jméno Malín je nejspíš odvozeno od slova malina nebo malý.

## Historie

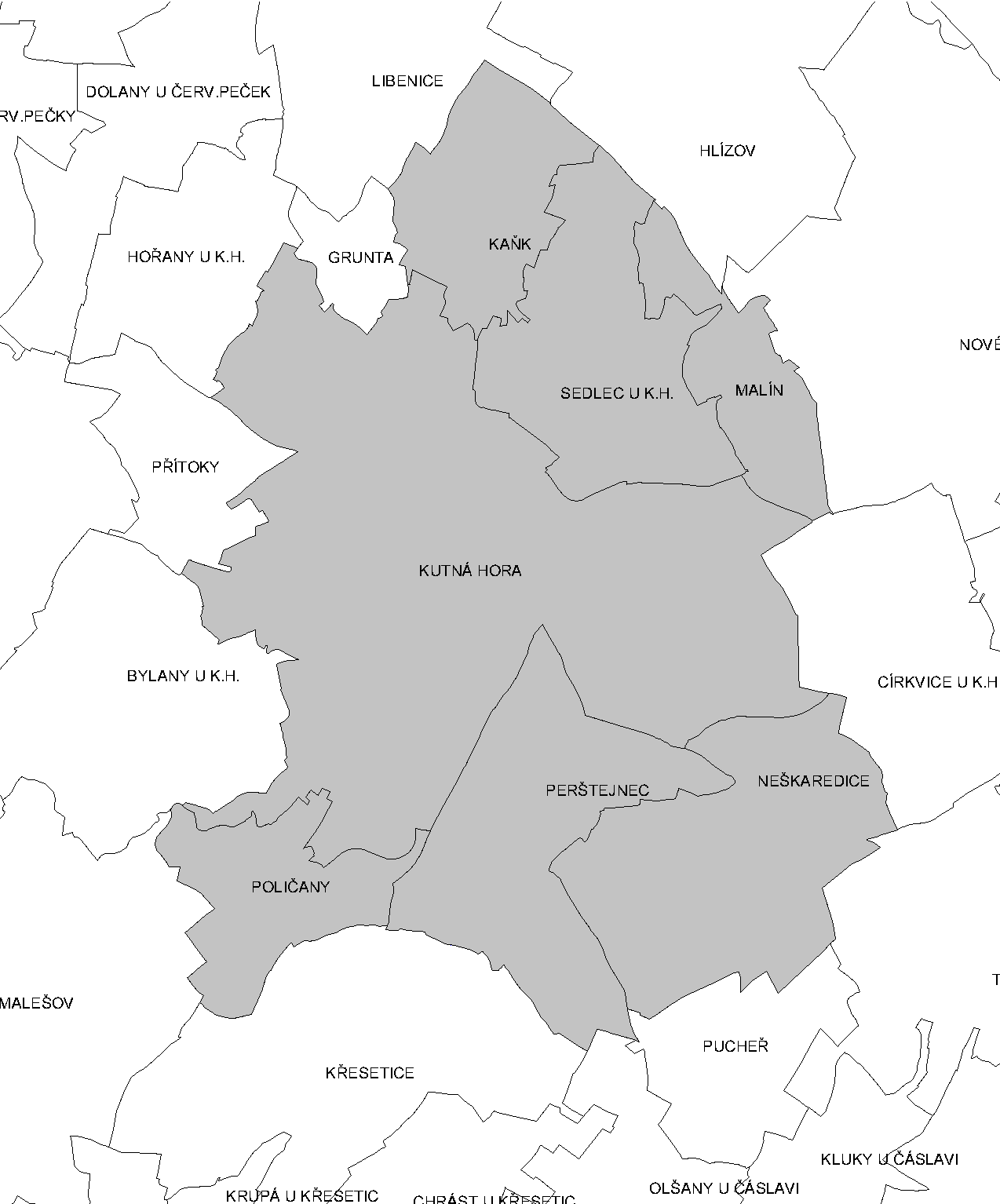
Katastrální území Kutné Hory

Malín byl založen kolem 10. století na místě bývalých staroslovanských, germánských a keltských osad.[zdroj⁠?!] V 10. století zde stávalo přemyslovské malínské hradiště spravované Slavníkovci, kteří ve zdejší mincovně razili již kolem roku 985 stříbrné mince zvané denáry.
U Malína se rozprchlo vojsko Oldřicha Brněnského, který chtěl uplatnit svá nástupnická práva proti Bořivojovi II. Za vlády Lucemburků přešel Malín do správy Sedleckého kláštera. Za třicetileté války byl Malín několikrát vydrancován procházejícími vojsky.

## Významní rodáci
- Josef Množislav Bačkora (1803–1876), učitel, spisovatel a překladatel
- Štěpán Bačkora (1813–1887), učitel a spisovatel, bratr Josefa Množislava Bačkory
- Bohuslav Bílejovský (1480–1555), starokališnický kněz a kronikář
- Josef Lacina (též Kolda Malínský, 1850–1908), historik a spisovatel

## Pamětihodnosti
- Kostel sv. Štěpána se zvonicí
- Kostel svatých apoštolů Jana a Pavla (původně kostel sv. Jana Křtitele)[5]
- pozůstatky malínského hradiště
- socha svatého Jana Nepomuckého
- usedlosti čp. 8 a 66

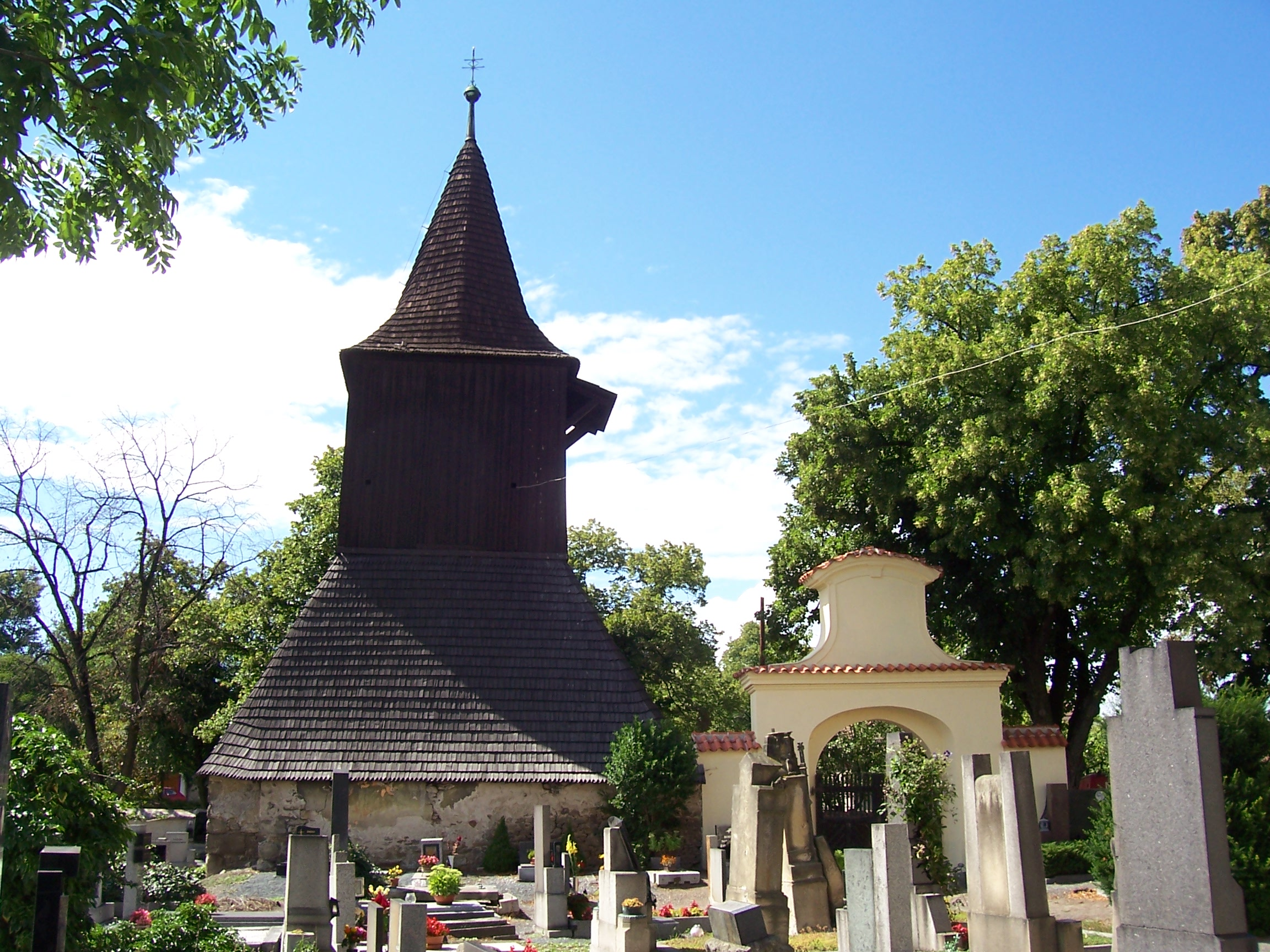
Románský kostel sv. Štěpána ze 12. století s dřevěnou zvonicí a kostnicí
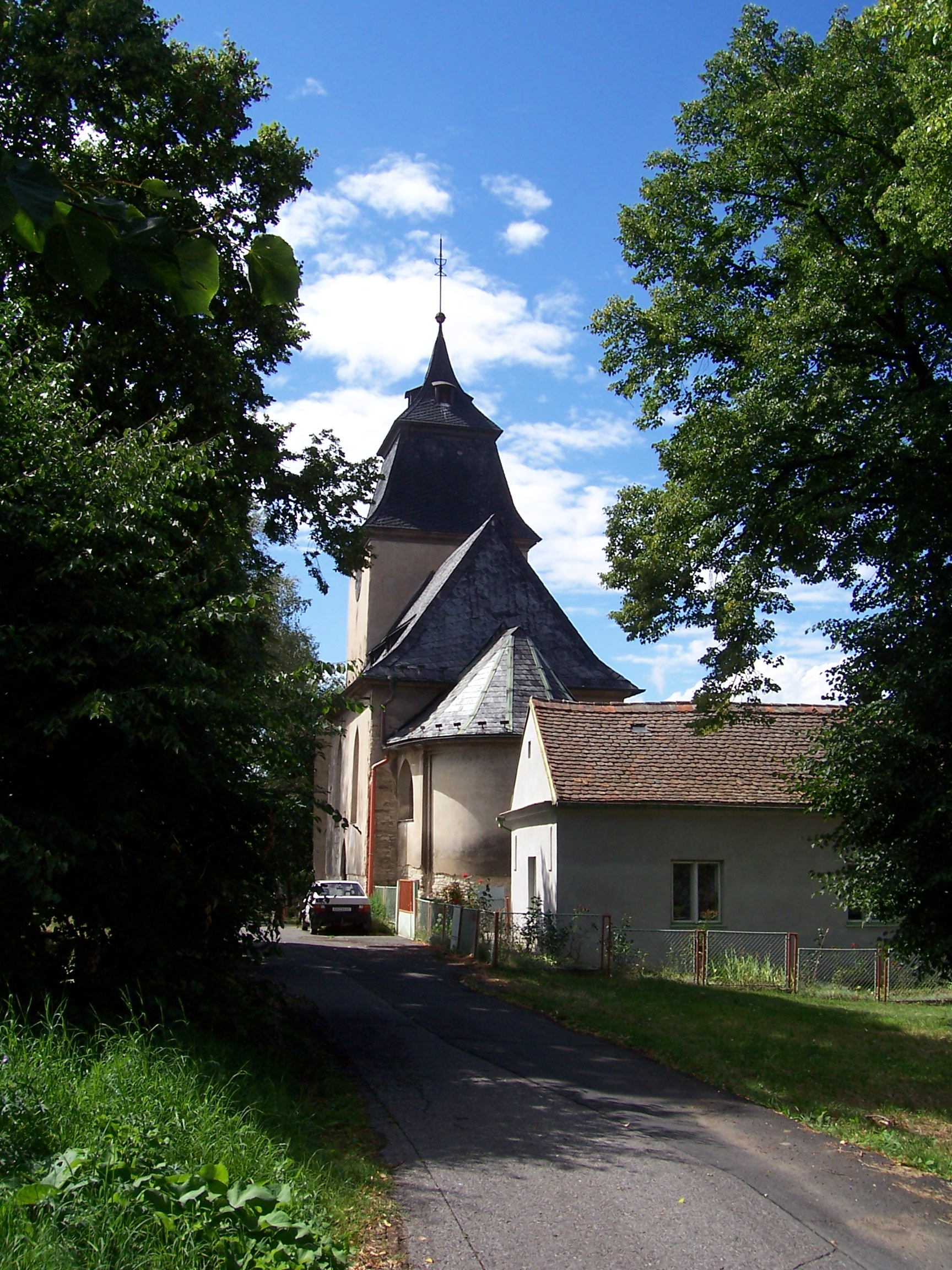
Od roku 1922 husitský kostel sv. apoštolů Jana a Pavla, původně kostel sv. Jana Křtitele z 10. století, za Josefa II. zrušený, jedna z nejstarších staveb na Kutnohorsku
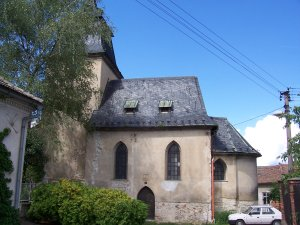
Pohled na kostel sv. Jana a Pavla z jihu

## Doprava
Malín je dobře dopravně dostupný. Přímo vsí prochází silnice I. třídy I/2 a za severovýchodním okrajem vsi také silnice I/38, obě jsou poblíž propojené mimoúrovňovou křižovatkou.
Jihozápadní okraj katastrálního území tvoří železniční trať Kolín – Havlíčkův Brod s železniční stanicí Kutná Hora hlavní nádraží.